# Balclutha fuscifrons
Balclutha fuscifrons är en insektsart som beskrevs av Knight och Webb 1988. Balclutha fuscifrons ingår i släktet Balclutha och familjen dvärgstritar. Inga underarter finns listade i Catalogue of Life.